# Arkiv Sörmland

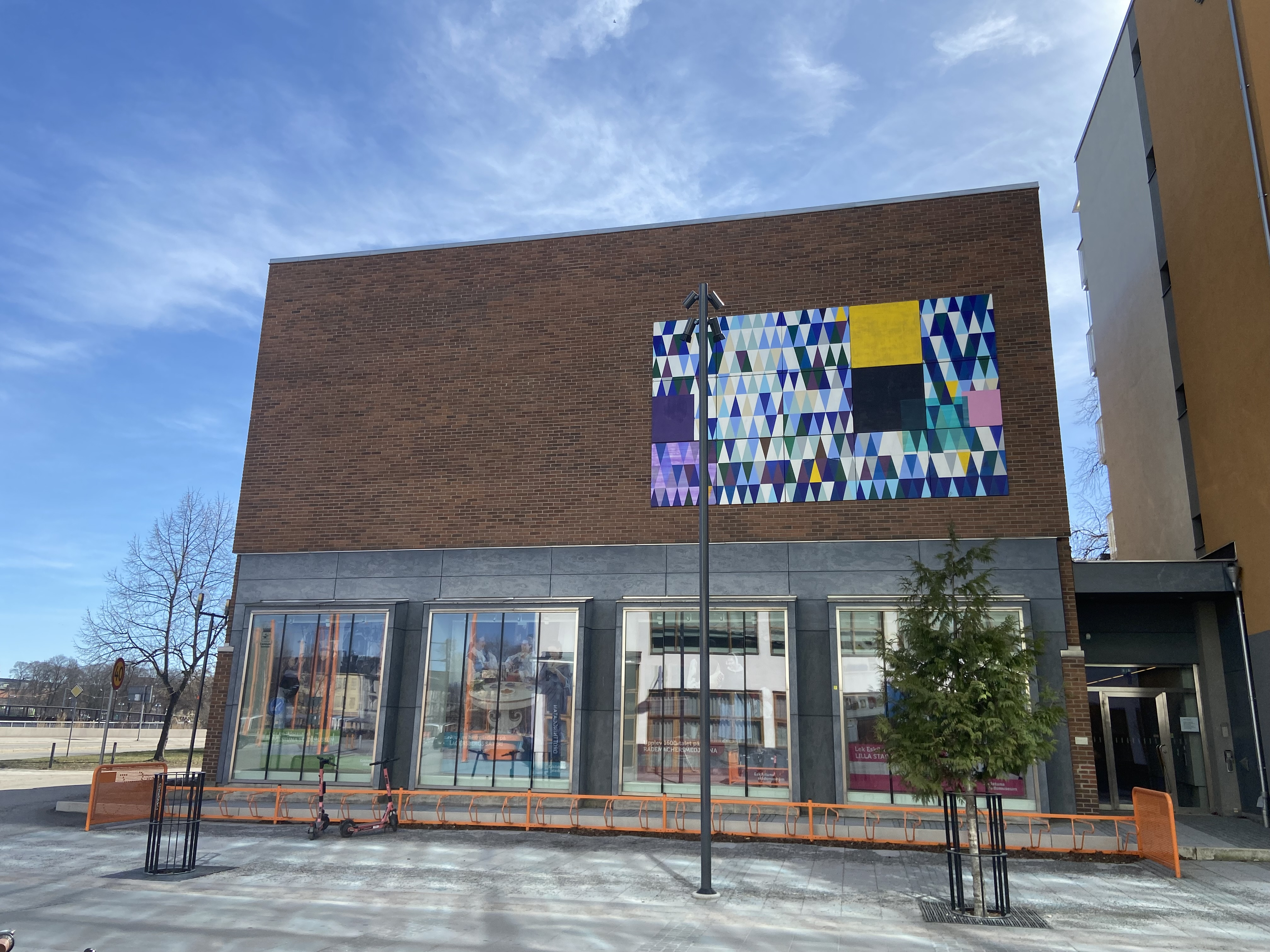
Arkivhuset i Eskilstuna.

Arkiv Sörmland bildades den 4 april 2013 genom en sammanslagning av de ideella organisationerna Föreningsarkivet i Sörmland, bildad 1966, och Företagens arkiv i Sörmland, bildad 1996. Arkiv Sörmland arbetar med att vårda, bevara och tillgängliggöra handlingar från den enskilda sektorn i Södermanlands län. Det gäller handlingar från företag, ideella och ekonomiska föreningar, gårdar och fastigheter, personer och släkter, press, stiftelser och fonder. Arkiv Sörmland har sina lokaler i Arkivhuset i Eskilstuna.

## Enskilda e-arkivet
Sommaren 2022 bildade Arkiv Sörmland, Folkrörelsearkivet för Uppsala och Föreningsarkivet Västernorrland den ideella föreningen Enskilda e-arkivet (EEA) . Föreningen har som ändamål att bedriva ideell verksamhet inom enskilda arkivsektorn på länsnivå och har som särskild målsättning att vara ett utvecklingscentrum för e-arkivlösning.